# پالبونگسان (چونگچئونگ جنوبی)
پالبونگسان (به لاتین: Palbongsan) یک کوه در کره جنوبی است که در Chungcheongnam-do, South Korea واقع شده‌است. پالبونگسان ۳۹۲ متر بالاتر از سطح دریا واقع شده‌است.